# Makassar (langue)
Pour les articles homonymes, voir Makassar et mak.
Le makassar est une langue austronésienne parlée en Indonésie par la population du même nom, qui habite le sud de la province de Sulawesi du Sud dans l'île de Sulawesi.

## Classification
Le makassar est une des langues sulawesi du Sud qui forment un des sous-groupes du malayo-polynésien occidental.

## Phonologie
Les tableaux présentent la phonologie du makassar.

### Voyelles
|         | Antérieure | Centrale | Postérieure |
| ------- | ---------- | -------- | ----------- |
| Fermée  | i [i]      |          | u [u]       |
| Moyenne | e [e]      |          | o [o]       |
| Ouverte |            | a [a]    |             |

### Consonnes
|              |              | Bilabiales | Alvéolaires | Dorsales | Dorsales | Glottales |
| ------------ | ------------ | ---------- | ----------- | -------- | -------- | --------- |
| Palatales    | Vélaires     | Bilabiales | Alvéolaires |          |          | Glottales |
| Occlusives   | Sourde       | p [p]      | t [t]       | c [c]    | k [k]    | ’ [ʔ]     |
| Occlusives   | Sonore       | b [b]      | d [d]       | j [ɟ]    | g [g]    |           |
| Fricative    | Fricative    |            | s [s]       |          |          | h [h]     |
| Nasale       | Nasale       | m [m]      | n [n]       | ny [ɲ]   | ng [ŋ]   |           |
| liquide      | liquide      |            | l [l]       |          |          |           |
| roulée       | roulée       |            | r [r]       |          |          |           |
| Semi-voyelle | Semi-voyelle | w [w]      |             | y [j]    |          |           |

## Sources
- (en) Alexander Adelaar, « The Austronesian Languages of Asia and Madagascar: A Historical Perspective », dans The Austronesian Languages of Asia and Madagascar, Londres, Routledge, coll. « Routledge Language Family Series », 2005 (ISBN 0-7007-1286-0), p. 1‒42
- (en) Anthony Jukes, « Makassar », dans The Austronesian Languages of Asia and Madagascar, Londres, Routledge, coll. « Routledge Language Family Series », 2005 (ISBN 0-7007-1286-0), p. 649‒682
- (en) Marija Tabain et Anthony Jukes, « Makasar », Journal of the International Phonetic Association, vol. 46, no 1,‎ avril 2016, p. 99‒111 (DOI 10.1017/S002510031500033X)